# Jugendstadion Düren
Das Jugendstadion Düren steht im Dürener Stadtteil Rölsdorf an der Straße Am Jugendstadion. Es war Heimatspielort des Fußballvereins Schwarz-Weiß Düren.
Das Jugendstadion wurde am 14. August 1921 eingeweiht. Zwei Jahre später kam eine ovale Radrennbahn aus Beton dazu, die am 8. Juli 1923 eingeweiht wurde. Nach dem Kriege wurden dort auch Motorradrennen und sogenannte Steherrennen gefahren. Beim Luftangriff am 16. November 1944 wurde das Stadion zerstört. Am 12. September 1948 konnten 7000 Zuschauer die Wiedereröffnung feiern.
Die in ihrem Unterbau massiv ausgeführte und überdachte Sitztribüne beherbergt im Erdgeschoss Räume des Vereins Schwarz-Weiß Düren und eine Gaststätte. Das flach geneigte hölzerne Walmdach des Baudenkmals wurde nach Kriegsschäden um 1948 repariert und teilweise erneuert. Das Bauwerk gilt als eine der ältesten erhaltenen Fußballtribünen in Deutschland und macht zusammen mit der im Jahr 1914 eingeweihten Tribüne der Westkampfbahn Düren zum „Mekka der Holztribünen“.